# Ite missa est

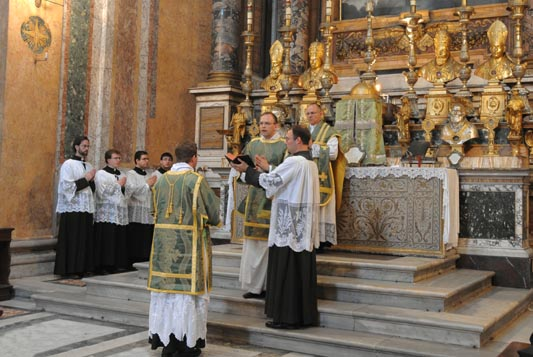
Diacre proclamant Ite, missa est lors d'une messe tridentine solennelle avec prêtre, diacre et sous-diacre, dite « à trois chevrons » (2008).

Ite, missa est est une formule latine proclamée par le diacre ou le prêtre lors de la messe célébrée en rite romain signifiant littéralement « allez, on vous renvoie »,,.

## Histoire
Cette formule de renvoi, de congé de l'assistance, s'employait déjà vers l'an 500.
À partir du XIIIe siècle on y ajoutait des éléments qui le réduisaient à une formule sans relation à l'actualité, car il ne renvoyait plus les fidèles. Dans son Missel romain de 1570, publié selon la demande du concile de Trente, le pape Pie V officialisa ces additions : après l'« Ite, missa est », le prêtre dit en silence une prière privée (le Placeat), donne la bénédiction en faisant trois fois le signe de la croix, lit ce qu'on appelait le dernier évangile (le plus souvent le début de l'Évangile selon Jean), et après s'en retourne à la sacristie en récitant le Cantique des trois jeunes gens dans la fournaise, extrait du Livre de Daniel (chapitre III, versets 56-88). Le prophète Daniel et trois de ses compagnons (Ananias, Azarias et Misaël) furent jetés dans la fournaise ardente parce qu'ils refusaient d'adorer la statue d'or du roi Nabuchodonosor ; l'ange du Seigneur fit souffler au milieu de la fournaise un vent de rosée : la signification est que l'Eucharistie qui vient d'être célébrée pendant la messe éteint l'ardeur des vices.
Après les modifications opérées par Clément VIII en 1604 et Urbain VIII en 1634, le Missel romain tridentin a pris la forme qu'on voit dans l'édition 1962 de Jean XXIII : le prêtre bénit avec un seul signe de la croix et on ne mentionne plus le Cantique des trois jeunes gens dans la fournaise.  De tous ces accroissements, le Missel romain de 1970 n'a conservé que la bénédiction, donnée avant l'« Ite, missa est », en restituant à ceci sa fonction de renvoi de l'assistance à la conclusion de la célébration.
L'assemblée des fidèles répond « Deo gratias », éventuellement sur le même ton utilisé pour chanter « Ite, missa est ». En raison de sa brièveté, on n'a créé que très rarement une version polyphonique de cette réponse. Un exemple se trouve dans la Messe de Nostre Dame de Guillaume de Machaut.

## Substitution ou omission
Anciennement on donnait le congé formel à toutes les messes célébrées avec concours de peuple, mais pas aux messes où n'assistaient que peu de personnes pieuses. Plus tard, on a regardé l'« Ite, missa est » comme expression de joie et on a cessé de l'utiliser pendant la Carême et l'Avent. En conséquence, les éditions du Missel romain tridentin avant 1962 donnent la norme de ne le dire qu'aux messes où l'on dit le Gloire à Dieu. Aussi, dans les circonstances où après la messe les fidèles devaient assister à une autre célébration ou prendre part à une procession, on ne les congédiait pas, et on disait ou on chantait Benedicamus Domino (Bénissons le Seigneur), comme invitation à continuer la prière. Aussi, dans les messes des défunts, on disait Requiescant in pace, avec la réponse Amen Le Missel romain donne la même norme pour les messes des défunts, mais ne conserve le Benedicamus Domino que pour les messes suivis d'une procession, et indique qu'on utilise l'« Ite, missa est » même dans les jours de Carême et d'Avent mais éventuellement en le chantant d'un ton plus simple. La phrase Benedicamus Domino ne se trouve pas dans les éditions plus récentes du Missel romain, qui omettent aussi la prière Placeat et le dernier évangile et indiquent que, si une action liturgique suit immédiatement, on n'utilise ni la bénédiction ni l'« Ite, missa est »
En 2008, à l'occasion de la publication d'une réimpression de l'édition typique 2002 du Missel romain, le pape Benoît XVI a autorisé le remplacement de Ite missa est par une ou l'autre des formules :
- Ite ad Evangelium Domini annuntiandum (Allez porter l’Évangile du Seigneur)
- Ite in pace, glorificando vita vestra Dominum (Allez en paix, glorifiez le Seigneur par votre vie)
- Ite in pace (Allez en paix)[16],[17]

## Interprétations
Dans certaines homélies, on interprète parfois la formule de renvoi comme envoi en mission : « Allez, c'est la mission ». Comme les fidèles comprenaient de moins en moins le latin à partir de l'époque médiévale, ils traduisirent cette phrase par : « allez, la messe est (dite) » puisque c'était la dernière phrase de la messe. L'évolution du terme « missa », par déformation gallo-romaine, a donné en français le mot « messe ».